# Prefontaine
Prefontaine – amerykański film biograficzny z 1997 roku.

## Główne role
- Jared Leto – Steve Prefontaine
- R. Lee Ermey – Bill Bowerman
- Ed O’Neill – Bill Dellinger
- Breckin Meyer – Pat Tyson
- Lindsay Crouse – Elfriede Prefontaine
- Amy Locane – Nancy Alleman
- Laurel Holloman – Elaine Finley
- Brian McGovern – Mac Wilkins